# Mia Threapleton
Mia Honey Threapleton (Londres, 12 de octubre de 2000) es una actriz británica. Protagonizó junto a su madre Kate Winslet el episodio «I Am Ruth» (2022) de la serie antológica I Am..., y se unió al elenco principal de la serie dramática de época The Buccaneers (2023).

## Biografía
Threapleton nació el 12 de octubre de 2000 en Londres, es hija de la actriz Kate Winslet y del director de cine Jim Threapleton. Sus padres se divorciaron en 2001.
Durante su infancia, quería a ser bióloga marina; sin embargo, abandonó este proyecto al darse cuenta de sus dificultades con las matemáticas y las ciencias. Alrededor de los trece años, expresó abiertamente por primera vez su deseo de dedicarse a la actuación. Threapleton buscó activamente agentes de talento y exploró las audiciones abiertas a través de sitios web de casting.
En 2014 tuvo un pequeño papel en la serie, A Little Chaos, como Helene, cuando tenía 14 años. Posteriormente interpretó los papeles de Alma en la película italiana de 2020, Shadows, y de Rose en la serie de televisión estadounidense de 2022, Dangerous Liaisons.
En 2022, protagonizó junto a su madre Kate Winslet «I Am Ruth», un episodio de la serie antológica de Channel 4, I Am...; el episodio ganó el premio BAFTA al Mejor Drama Individual, y Winslet ganó el premio BAFTA a la Mejor Actriz. Al año siguiente interpretó el papel de Honoria Marable en el drama histórico, The Buccaneers y tuvo un pequeño papel en el drama de época, Firebrand, de Jude Law.
En 2025 fue una de las protagonistas del drama coral, The Phoenician Scheme, de Wes Anderson donde interpreta el personaje de Hermana Liesl, su primer papel principal en una película. La película se estrenó el 18 de mayo en el Festival Internacional de Cine de Cannes de 2025.

## Filmografía

### Cine
| Año  | Título                | Papel                         | Notas                                     | Ref.   |
| ---- | --------------------- | ----------------------------- | ----------------------------------------- | ------ |
| 2014 | A Little Chaos        | Helene                        | Su debut cinematográfico                  |        |
| 2020 | Shadows               | Alma                          |                                           | [ 8 ]  |
| 2023 | Firebrand             | Joan                          |                                           | [ 11 ] |
| 2024 | Scoop                 | Asistente del príncipe Andrés |                                           |        |
| 2025 | The Phoenician Scheme | Hermana Liesl                 | Su primer papel principal en una película | [ 11 ] |

### Televisión
| Año  | Título             | Papel           | Notas                 | Ref.   |
| ---- | ------------------ | --------------- | --------------------- | ------ |
| 2022 | Dangerous Liaisons | Rose            |                       | [ 2 ]  |
| 2022 | I Am...            | Freya           | Episodio: «I Am Ruth» | [ 3 ]  |
| 2023 | The Buccaneers     | Honoria Marable | Papel principal       | [ 10 ] |